# Rivière Huron
Pour l’article homonyme, voir Huron (homonymie).
La rivière Huron (Huron River en anglais) est un affluent de la rivière Détroit qui coule dans l'État du Michigan aux États-Unis.
La rivière prend sa source dans le marais Huron dans le Nord du comté d'Oakland situé dans le Sud-Est de l'État du Michigan.
La rivière a été nommée d'après le nom de la Nation amérindienne des Hurons qui vivait dans la région. Dans les langues amérindiennes, ce cours d'eau se dénommait cos-scut-e-nong sebee ou Giwitatigweiasibi. Cette rivière faisait partie d'une route commerciale amérindienne.
La rivière Huron est coupée par 96 petits barrages artificiels qui permettent de réguler ses eaux et la hauteur des nombreux petits lacs qu'elle alimente avant d'aller se jeter dans la rivière Détroit.

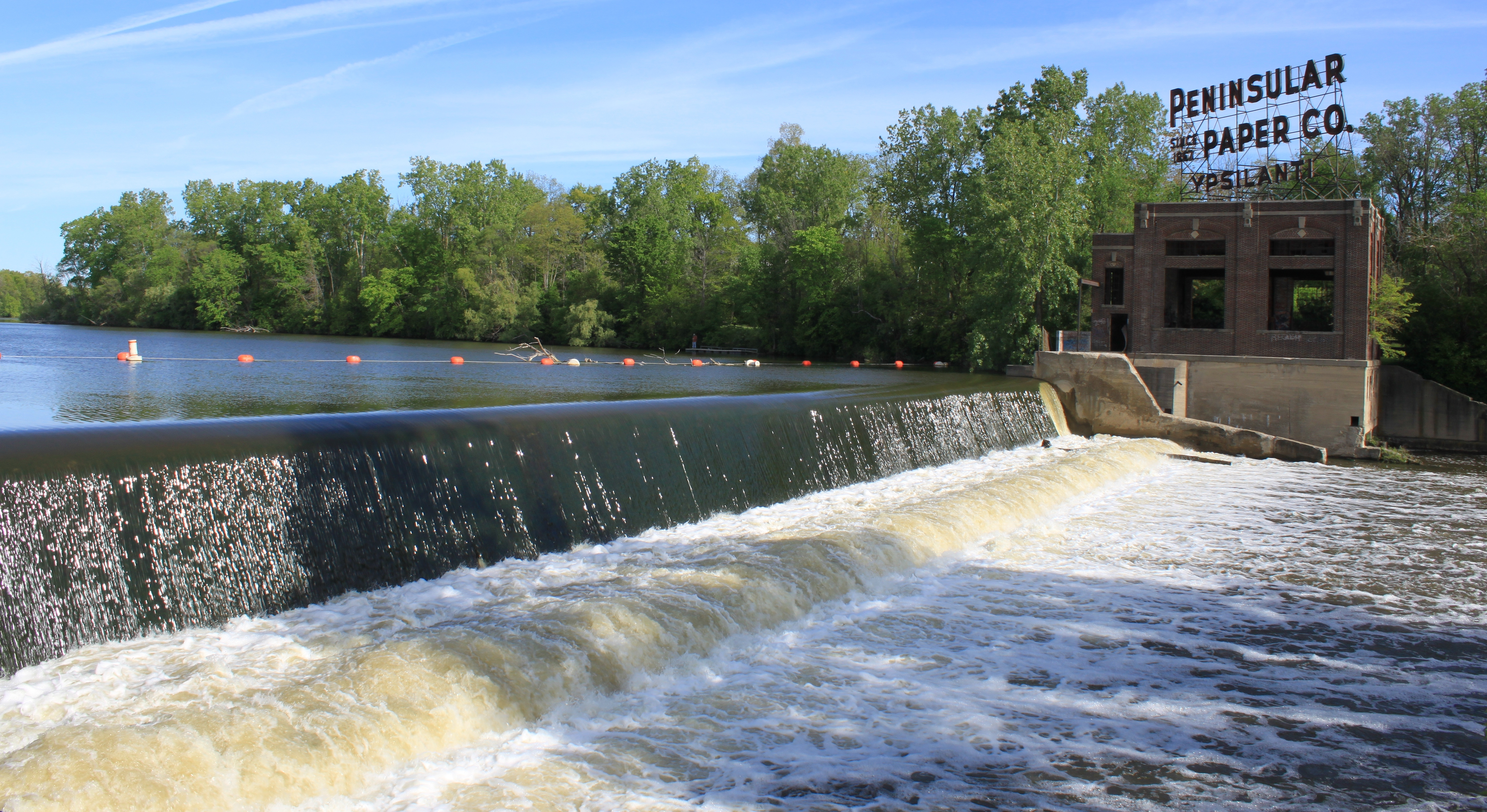
Un des nombreux barrages sur la rivière Huron.